# 戰壕足
戰壕足（Trench foot）或戰壕腳是一种因潮湿造成的足部問題。最初症状通常出現刺痛或瘙痒，之後可能出現麻木的症狀 。脚的顏色可能会变红色或蓝色。随着病情恶化，脚部会开始肿胀，並发出腐烂的气味。并发症包括可能皮肤破损或感染。
战壕足发生在足部长期暴露在寒冷、潮湿且不卫生的环境。寒冷程度尚未达到会造成凍傷的冰点。最快可在 10 小时内发病。危险因子包括靴子过紧和不活动。一般认为可能的致病机轉為血管收縮，這會使足部血流不足。依症状和身體检查來確定诊断。
预防措施包括保持双脚温暖、干燥和清洁。症狀出现后，在逐渐复温的过程中可能需要使用止痛药。治疗后的疼痛可能会持续数個月。有時需要进行手术切除受损组织或截肢。
军人最容易患病，不过也可能發生在无家可归的人。病症首次在1812年被描述，在此年冬季拿破仑由俄罗斯撤退。病名中的「战壕」一辭指的是堑壕战，主要与第一次世界大战有关。

## 症狀和徵象

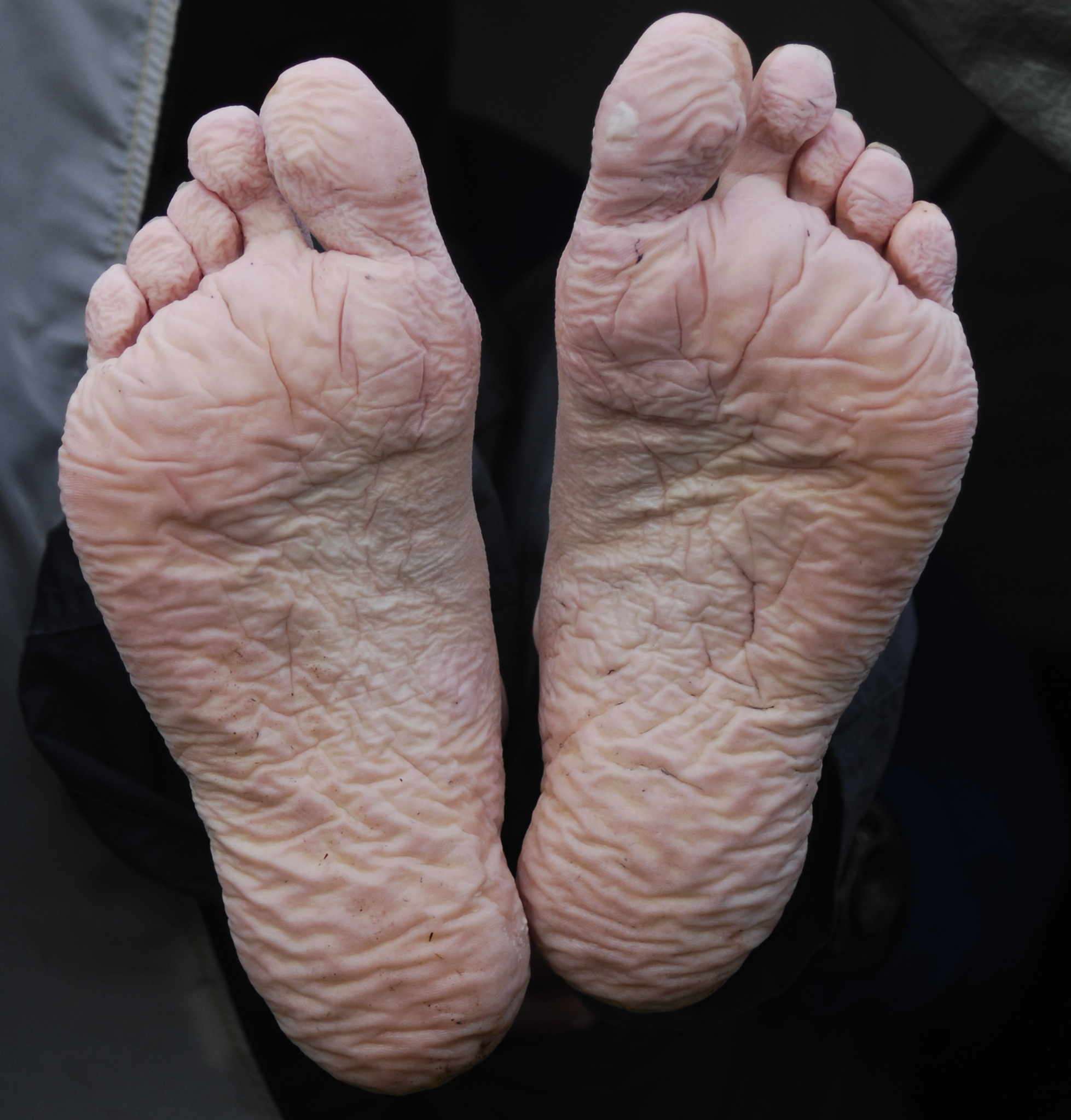
戰壕足

## 歷史

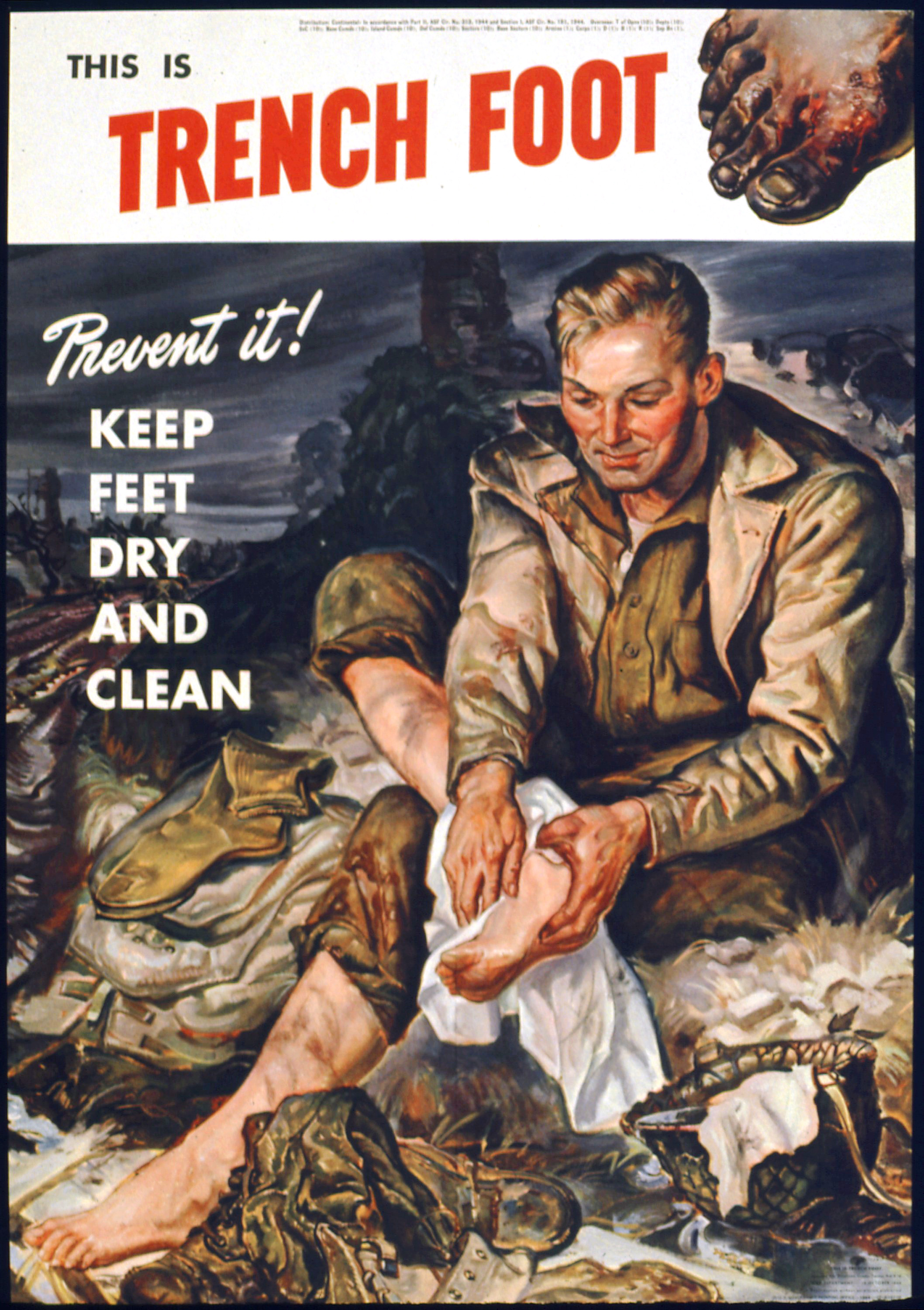
第二次世界大战時美国战时情报局的教育海報